# بئرشبع

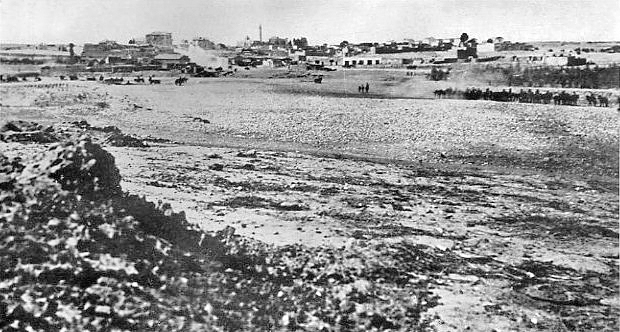
شهر بئرشبع پس از تصرف آن توسط نیروهای انگلیسی از نیروهای عثمانی در جنگ جهانی اول.

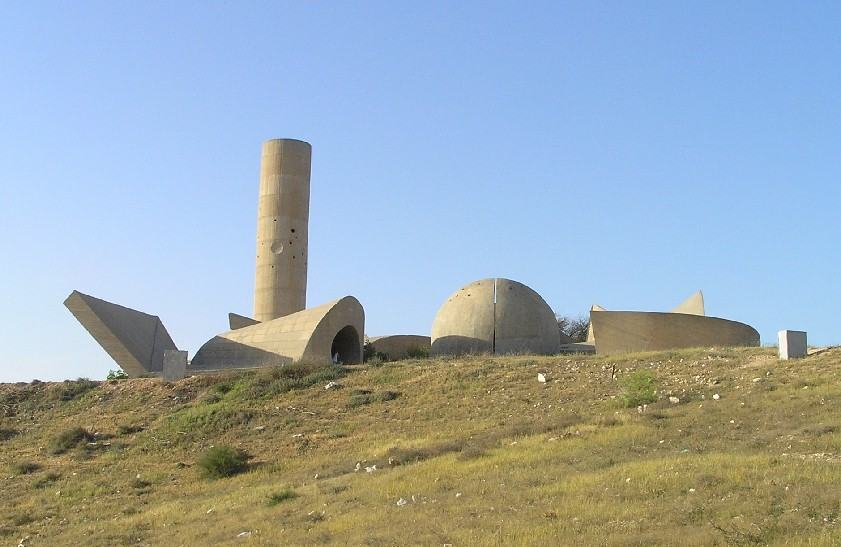
بنای یادبود تیپ نظامی بئرشبع، که در طول جنگ شش روزه شهر بئرشبع را از نیروهای مصری پس گرفتند.

بِئِرشِبَع (به عبری: באר שבע، به عربی: بئر السبع) نام مرکز استان جنوبی در کشور اسرائیل است. این شهر در صحرای نگب در جنوب کشور اسرائیل قرار دارد. شهر بئرشبع یکی از تاریخی‌ترین شهرهای اسرائیل است که به آن در کتاب‌های مقدس و داستان‌های مشترک دین‌های ابراهیمی اشاره شده‌است. شهر بئرشبع، چهارمین شهر بزرگ اسرائیل است.
دانشگاه بن گوریون و مرکز درمانی و پژوهشی سوروکا در شهر بئرشبع قرار دارند. اثل مانین نویسنده انگلیسی کتابی در مورد آن نوشته است.
مکان کتاب مقدس بئر شبع تپه بئر شوا است که در حدود ۴ کیلومتر دورتر از شهر مدرن قرار دارد که در آغاز قرن بیستم توسط عثمانی ها تأسیس شد. این شهر توسط نیروهای اسب سبک استرالیایی به رهبری بریتانیا در نبرد بئر شبع در طول جنگ جهانی اول تصرف شد. جمعیت شهر در سال های ۱۹۴۹-۱۹۴۸ به طور کامل تغییر کرد.  بیر سبعه (به عربی: بئر السبع)، همانطور که در آن زمان شناخته می شد، تقریباً به طور کامل مسلمان و مسیحی بود و در طرح تقسیم سازمان ملل متحد برای فلسطین در سال ۱۹۴۷ به عنوان بخشی از دولت عربی تعیین شد. در اکتبر ۱۹۴۸ توسط نیروهای دفاعی اسرائیل تصرف شد و جمعیت عرب اخراج شدند. امروزه، منطقه کلان شهر از جمعیت تقریباً مساوی یهودی و عرب تشکیل شده است که بخش بزرگی از جمعیت یهودی را نوادگان یهودیان سفاردی و یهودیان میزراحی تشکیل می دهند که پس از تأسیس اسرائیل در سال ۱۹۴۸ از کشورهای عربی اخراج شدند، و همچنین تعداد کمی از آنها. جوامع بن اسرائیل و یهودیان کوچین از هند. موج دوم و سوم مهاجرت از سال ۱۹۹۰ اتفاق افتاده است و مهاجران روسی زبان از اتحاد جماهیر شوروی سابق و همچنین مهاجران بتا اسرائیل از اتیوپی را به همراه آورده است.  مهاجران شوروی بازی شطرنج را به یک ورزش بزرگ در بئرشبا تبدیل کرده‌اند و اکنون مرکز ملی شطرنج اسرائیل است و سرانه استادان بزرگ شطرنج بیشتر از هر شهر دیگری در جهان است. Beersheba محل دانشگاه بن گوریون است. این شهر همچنین به عنوان مرکزی برای صنعت فناوری پیشرفته و در حال توسعه اسرائیل عمل می کند.این شهر بیش از ۲۵۰ دوربرگردان ساخته است که نام خود را به عنوان "پایتخت دوربرگردان اسرائیل" و بیشترین تعداد دوربرگردان در جهان به خود اختصاص داده است.

## بئر شبع در تورات
بئرشبع عمدتاً در کتاب مقدس یهودیان در ارتباط با پدران قوم، ابراهیم و اسحاق، مورد بحث قرار می‌گیرد که هر دو چاهی حفر کرده و با پادشاه ابیملک جرار در این مکان پیمان صلح بستند. از این رو، این مکان دو بار نام‌گذاری می‌شود، اول پس از معاملات ابراهیم با ابیملک (پیدایش ۲۱:۲۲-۳۴)، و دوباره از اسحاق که پیمان خود را با ابیملک جرار می‌بندد و خدمتکارانش نیز در آنجا چاهی حفر می‌کنند (پیدایش ۲۶:۲۳-۳۳). بنابراین، این مکان با دو مورد از سه روایت همسر-خواهر در کتاب پیدایش مرتبط است.
طبق کتاب مقدس یهودیان ، بئرشبع زمانی تأسیس شد که ابراهیم و ابیملک اختلافات خود را بر سر یک چاه آب حل کردند و پیمانی بستند (پیدایش ۲۱:۲۲-۳۴ را ببینید). مردان ابیملک چاه را از ابراهیم گرفته بودند پس از آنکه او قبلاً آن را حفر کرده بود، بنابراین ابراهیم گوسفندان و گاوهایی را برای ابیملک آورد تا چاه را پس بگیرد. او هفت بره را کنار گذاشت تا سوگند یاد کند که او چاه را حفر کرده و نه کس دیگری. ابیملک پذیرفت که چاه متعلق به ابراهیم است و در کتاب مقدس، بئرشبع به معنای "چاه هفت" یا "چاه سوگند" است.
بئرشبع در آیات دیگر کتاب مقدس یهودیان نیز ذکر شده است: اسحاق در بئرشبع مذبحی ساخت (پیدایش ۲۶:۲۳-۳۳). یعقوب پس از ترک بئرشبع رؤیای نردبانی به آسمان را دید (پیدایش ۲۸:۱۰-۱۵ و ۴۶:۱-۷). بئرشبع قلمرو قبیله شمعون و یهودا بود (یوشع ۱۵:۲۸ و ۱۹:۲). پسران سموئیل نبی در بئرشبع قاضی بودند (اول سموئیل ۸:۲). شائول، اولین پادشاه اسرائیل، برای مبارزه با عمالقه‌ها در آنجا قلعه‌ای ساخت (اول سموئیل ۱۴:۴۸ و ۱۵:۲-۹). الیاس نبی هنگامی که ایزابل دستور قتل او را داد، در بئرشبع پناه گرفت (اول پادشاهان ۱۹:۳). عاموس نبی در رابطه با بت‌پرستی از این شهر یاد می‌کند (عاموس ۵:۵ و ۸:۱۴). پس از فتح بابل و به بردگی گرفتن بسیاری از اسرائیلی‌ها، شهر متروک شد. پس از بازگشت بردگان اسرائیلی از بابل، آنها دوباره در شهر ساکن شدند. طبق کتاب مقدس عبری، بئرشبع جنوبی‌ترین شهر سرزمین‌های مسکونی اسرائیلی‌ها بود، از این رو عبارت "از دان تا بئرشبع" برای توصیف کل پادشاهی استفاده می‌شد.
زبیه، همسر پادشاه اخزیا یهودا و مادر پادشاه یهوآش یهودا، اهل بئرشبع بود.
بئر شبع در تورات همان جایی است که ابراهیم فرزند خود اسماعیل و هاجر را به آنجا روانه کرد.
همچنین ابراهیم در نزدیکی بئر شبع، تنها فرزند خود اسماعیل را به مذبح برد.

### اقتصاد
بزرگترین کارفرمایان در بئرشبع عبارتند از مرکز پزشکی سوروکا،  شهرداری، نیروهای دفاعی اسرائیل و دانشگاه بن‌گوریون. یک مجتمع بزرگ صنایع هوافضای اسرائیل در منطقه صنعتی اصلی، شمال بزرگراه ۶۰ قرار دارد. کارخانه‌های متعدد الکترونیکی و شیمیایی، از جمله صنایع دارویی تِوا، در داخل و اطراف شهر واقع شده‌اند.
بئرشبع در حال ظهور به عنوان یک مرکز فناوری پیشرفته است، با تأکید بر امنیت سایبری. یک پارک بزرگ فناوری پیشرفته در نزدیکی ایستگاه راه‌آهن شمال بئرشبع در سال ۲۰۱۲ ساخته شد  و ساخت پنجمین ساختمان تجاری آغاز شده است. شرکت‌هایی مانند دویچه تلکام، البیت سیستمز، ای‌ام‌سی، لاکهید مارتین، نس تکنولوژیز، وی‌ورک و راد دیتا کامیونیکیشنز تأسیسات خود را در آنجا افتتاح کرده‌اند،  همچنین یک مرکز رشد سایبری که توسط جروزالم ونچر پارتنرز اداره می‌شود. یک پارک علمی که توسط بنیاد راشی-ساکتا، شهرداری بئرشبع و اهداکنندگان خصوصی تأمین مالی شده بود، در سال ۲۰۰۸ تکمیل شد. یک پارک فناوری پیشرفته دیگر در شمال شهر نزدیک عومر قرار دارد.
سه منطقه صنعتی دیگر در سمت جنوب شرقی شهر قرار دارند - ماختشیم، عمک سارا و کریات یهودیت - و یک منطقه صنایع سبک بین کریات یهودیت و شهر قدیمی واقع شده است.

### امکانات تحصیلی
طبق آمار اداره مرکزی آمار اسرائیل، در سال ۲۰۲۲، بئرشبع حدود ۸,۹۷۵ کودک پیش‌دبستانی در حدود ۳۰۰ پیش‌دبستانی و کودکستان دارد. در مجموع ۹۹ مدرسه با جمعیت دانش‌آموزی حدود ۴۵,۲۹۱ نفر وجود دارد: ۶۰ مدرسه ابتدایی با ثبت‌نام ۱۹,۶۱۷ نفر (که حدود ۳,۲۰۰ نفر از آنها وارد کلاس اول می‌شوند)، و ۳۹ دبیرستان با ثبت‌نام ۱۶,۶۹۹ نفر. از دانش‌آموزان کلاس دوازدهم بئرشبع، ۹۰٪ در سال ۲۰۲۲ موفق به کسب گواهینامه باگروت (دیپلم) شدند. این شهر همچنین دارای چندین مدرسه خصوصی و یشیوا در بخش مذهبی با ۳,۰۰۰ دانش‌آموز یا بیشتر است.
بئرشبع میزبان یکی از دانشگاه‌های مهم اسرائیل، دانشگاه بن‌گوریون نگِو، است که در یک پردیس شهری در شهر (محله دالت) واقع شده است. سایر مدارس در بئرشبع عبارتند از دانشگاه آزاد اسرائیل، کالج مهندسی شمعون (SCE)، کالج آکادمیک آموزش کایه، کالج مهندسی کاربردی بئرشبع (هامیخلالا ها تکنولوژیت شل بئر شوا)،  و یک پردیس از کالج هوا و فضای اسرائیل (تخنی بئر شوا).

### مرکز پزشکی دانشگاهی سوروکا
مرکز پزشکی دانشگاهی سوروکا (به عبری: המרכז הרפואי סורוקה، هامرکاز هارفوئی سوروکا)، که بخشی از گروه خدمات بهداشتی کلالیت است، بیمارستان عمومی بئرشبع، اسرائیل است. این مرکز به عنوان بیمارستان مرکزی منطقه عمل می‌کند و خدمات پزشکی به حدود یک میلیون نفر از ساکنان جنوب، از کریات گت و اشکلون تا ایلات ارائه می‌دهد. سوروکا دارای ۱,۱۹۱ تخت بیمارستانی است و در مساحتی به وسعت ۲۹۱ دونم (۰.۲۹۱ کیلومتر مربع؛ ۰.۱۱۲ مایل مربع) در مرکز بئرشبع گسترده شده است.

## ورزش
تیم فوتبال هاپوئل بئرشبع نماینده بئرشبع در لیگ برتر فوتبال اسرائیل است.

## نگارخانه

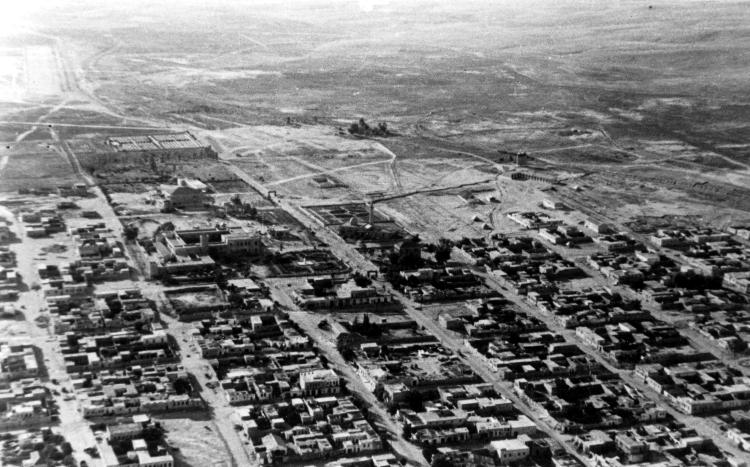
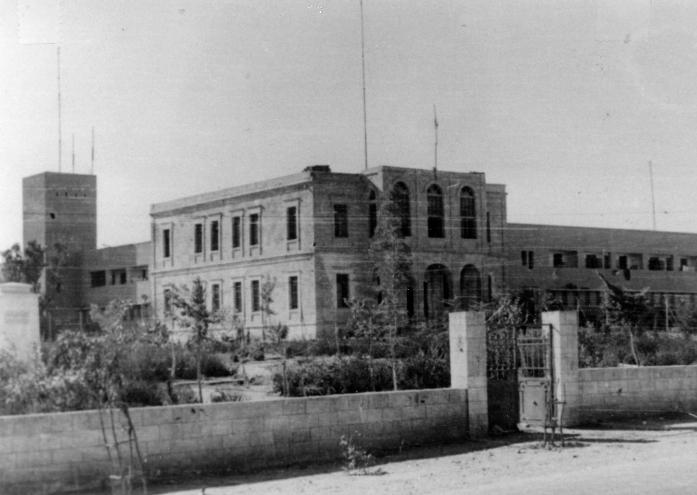
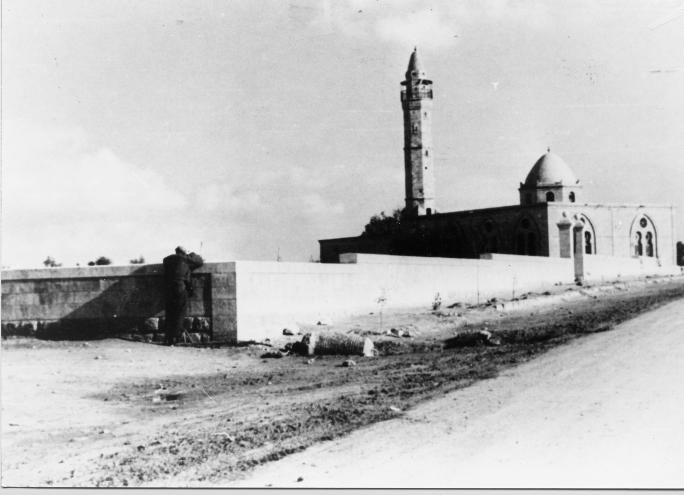
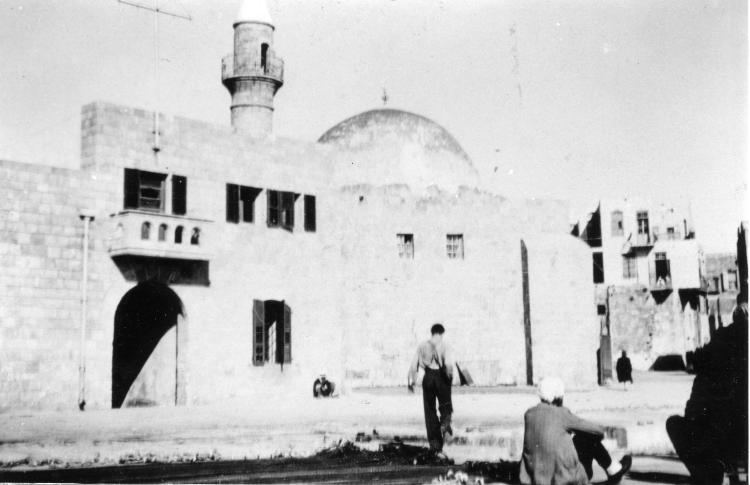
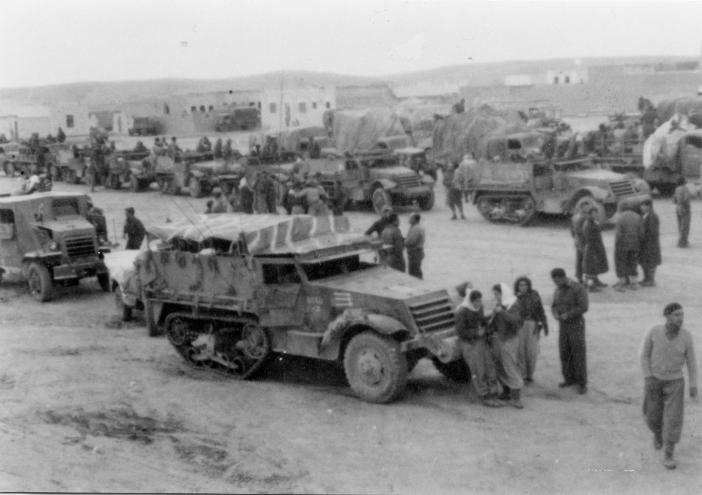
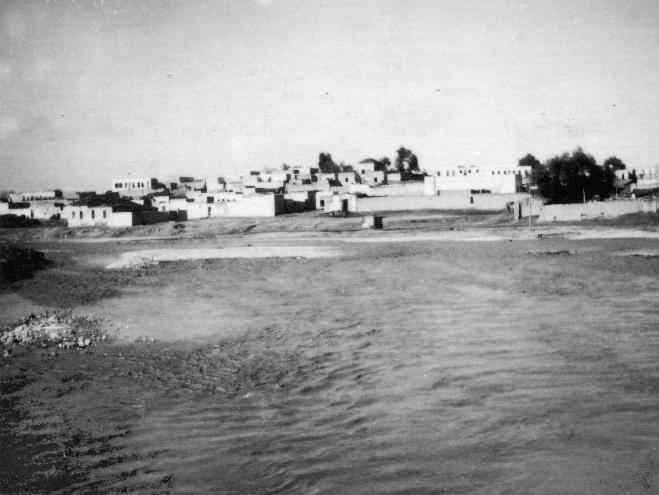